# Saïdou Sow
Saïdou Sow (ur. 4 lipca 2002 w Konakry) – gwinejski piłkarz występujący na pozycji obrońcy we francuskim klubie AS Saint-Étienne oraz w reprezentacji Gwinei.

## Kariera klubowa

### AS Saint-Étienne
W 2016 roku Sow dołączył do akademii AS Saint-Étienne. 30 września 2020 podpisał swój pierwszy profesjonalny kontrakt z klubem. Zadebiutował 3 października 2020 w meczu Ligue 1 przeciwko RC Lens (2:0). 26 maja 2021 roku przedłużył kontrakt z zespołem do czerwca 2023 roku. Pierwszą bramkę zdobył 21 sierpnia 2021 w meczu ligowym przeciwko Lille OSC (1:1).

## Kariera reprezentacyjna

### Gwinea
We wrześniu 2020 roku Sow został powołany do reprezentacji Gwinei. Zadebiutował 10 października 2020 w meczu towarzyskim przeciwko reprezentacji Republiki Zielonego Przylądka (1:2). 20 grudnia 2021 otrzymał powołanie na Puchar Narodów Afryki 2021.

## Statystyki

### Klubowe
(aktualne na dzień 23 lutego 2022)
| Klub               | Sezon              | Liga               | Liga  | Liga   | Puchar kraju | Puchar kraju | Suma  | Suma   |
| Klub               | Sezon              | Liga               | Mecze | Bramki | Mecze        | Bramki       | Mecze | Bramki |
| ------------------ | ------------------ | ------------------ | ----- | ------ | ------------ | ------------ | ----- | ------ |
| AS Saint-Étienne   | 2020/21            | Ligue 1            | 15    | 0      | 1            | 0            | 16    | 0      |
| AS Saint-Étienne   | 2021/22            | Ligue 1            | 11    | 2      | 1            | 0            | 12    | 2      |
| AS Saint-Étienne   | Ogólnie            | Ogólnie            | 26    | 2      | 2            | 0            | 28    | 2      |
| Ogólnie w karierze | Ogólnie w karierze | Ogólnie w karierze | 26    | 2      | 2            | 0            | 28    | 2      |

### Reprezentacyjne
(aktualne na dzień 23 lutego 2022)
| Reprezentacja | Rok     | Mecze | Bramki |
| ------------- | ------- | ----- | ------ |
| Gwinea        |         |       |        |
| 2020          | 2       | 0     |        |
| 2021          | 5       | 0     |        |
| 2022          | 4       | 0     |        |
| Ogólnie       | Ogólnie | 11    | 0      |

| Mecze i gole w reprezentacji | Mecze i gole w reprezentacji | Mecze i gole w reprezentacji | Mecze i gole w reprezentacji  | Mecze i gole w reprezentacji | Mecze i gole w reprezentacji | Mecze i gole w reprezentacji | Mecze i gole w reprezentacji    |
| Lp.                          | Data                         | Miejsce                      | Gospodarz                     | Gość                         | Wynik                        | Gol                          | Rozgrywki                       |
| ---------------------------- | ---------------------------- | ---------------------------- | ----------------------------- | ---------------------------- | ---------------------------- | ---------------------------- | ------------------------------- |
| 1.                           | 10.10.2020                   | Faro                         | Republika Zielonego Przylądka | Gwinea                       | 1:2                          |                              | Mecz towarzyski                 |
| 2.                           | 15.11.2020                   | Ndżamena                     | Czad                          | Gwinea                       | 1:1                          |                              | el. Pucharu Narodów Afryki 2021 |
| 3.                           | 31.05.2021                   | Antalya                      | Turcja                        | Gwinea                       | 0:0                          |                              | Mecz towarzyski                 |
| 4.                           | 08.06.2021                   | Manavgat                     | Kosowo                        | Gwinea                       | 1:2                          |                              | Mecz towarzyski                 |
| 5.                           | 11.06.2021                   | Manavgat                     | Gwinea                        | Niger                        | 2:1                          |                              | Mecz towarzyski                 |
| 6.                           | 09.10.2021                   | Agadir                       | Gwinea                        | Sudan                        | 2:2                          |                              | el. MŚ 2022                     |
| 7.                           | 12.11.2021                   | Konakry                      | Gwinea                        | Gwinea Bissau                | 0:0                          |                              | el. MŚ 2022                     |
| 8.                           | 06.01.2022                   | Kigali                       | Rwanda                        | Gwinea                       | 0:2                          |                              | Mecz towarzyski                 |
| 9.                           | 10.01.2022                   | Bafoussam                    | Gwinea                        | Malawi                       | 1:0                          |                              | Puchar Narodów Afryki 2021      |
| 10.                          | 14.01.2022                   | Bafoussam                    | Senegal                       | Gwinea                       | 0:0                          |                              | Puchar Narodów Afryki 2021      |
| 11.                          | 24.01.2022                   | Bafoussam                    | Gwinea                        | Gambia                       | 0:1                          |                              | Puchar Narodów Afryki 2021      |